# La vida en rosa (película)
La Môme, en español conocida como La vida en rosa, es una película francesa de 2007 dirigida por Olivier Dahan. Fue protagonizada por Marion Cotillard quien interpreta a la cantante Édith Piaf convirtiéndola así en una película biográfica sobre la cantante desde que tuvo sus primeros años hasta que fue reconocida hasta en las primeras salas de Nueva York, no sin antes haber pasado por la miseria y momentos difíciles.
Marion Cotillard recibió varios reconocimientos entre ellos; se le otorgó el Óscar a la mejor actriz convirtiéndose en la  tercera mujer francesa en obtenerlo tras Claudette Colbert en 1935 por Sucedió una Noche y Simone Signoret en 1960 por Un lugar en la Cumbre. También ganó el BAFTA a la mejor actriz, ganadora del Globo de Oro a la mejor actriz - Comedia o musical y César a la mejor actriz del Premio César de la Academia de las Artes y Técnicas del Cine de Francia.
Muchas partes de la vida de Édith Piaf se abordan en la película; inicia con su infancia, luego su adolescencia, sus inicios en la música, sus éxitos, sus conciertos y visita a Nueva York, su vida sentimental y amorosa, su enfermedad, sus tragedias y su muerte.

## Sinopsis
La película está estructurada de forma no lineal sobre la biografía de Édith Piaf. Comienza con sus experiencias de la infancia, y al final con los acontecimientos que van transcurriendo hasta su muerte, pero ya expuesto por una actuación de su canción, "Non, je ne regrette rien". El inicio se trata de su concierto en Nueva York en 1959 cuando ella cantaba su éxito en inglés "Heaven a Mercy", pero debido a su enfermedad ella cae desmayada al piso.
Los sucesos de su infancia comienzan cuando Édith es una niña pequeña hacia 1918, y lloraba por ser tratada como un objeto de burla de otros niños que la molestaban. Su madre se encontraba al otro lado del callejón, ella se dedicaba a cantar en las calles para recibir monedas a cambio. La madre de Édith escribe al padre de su hija, un acróbata de circo, que está luchando en los campos de la Primera Guerra Mundial, para informarle que está dispuesta a dejar a Édith con su madre, o sea su abuela materna, así ella puede continuar con su vida de artista cantando por las calles y no tiene que gastar tanto dinero. Su padre vuelve a París y decide llevar a Édith a la casa de su abuela y se da cuenta de que no estaba bien de salud. A continuación, Édith se queda con su abuela, dueña de un burdel en Normandía. Édith comienza a criarse con un grupo de prostitutas del burdel, ya que estas la bañaban y le cantaban canciones. Édith comienza a tener mucho afecto y cariño a Titine, una prostituta que más tarde se niega a trabajar para quedarse con ella.

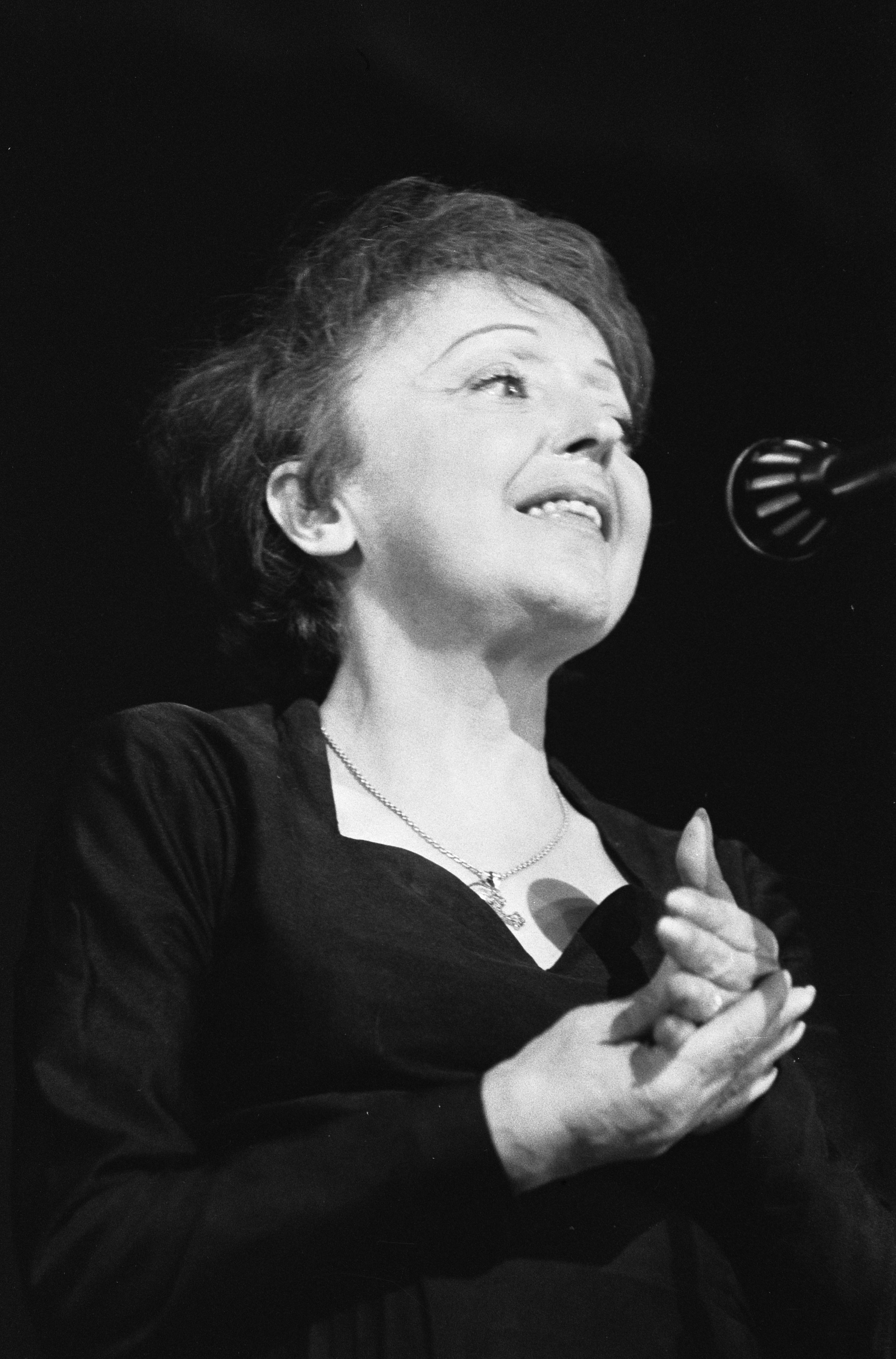
Édith Piaf

Al pasar los años, el padre de Édith vuelve a buscarla y se la lleva a la fuerza, ya que Titine y Édith no querían separarse después de haber vivido tantas experiencias y por recibir mucho cuidado de parte de Titine. Édith se va a vivir a un circo con su padre, ya que este era un acróbata. Una noche después de cenar, Édith observa a un practicante comedor de fuego y ve que en las llamas aparece Santa Teresita del Niño Jesús, quien le asegura que siempre estará con ella y nunca la dejara hasta el resto de su vida.
Luego Édith cumple los nueve años de edad, su padre deja el circo después de una discusión con el director y comienza a ganar monedas tocando en las calles de París. Durante una actuación mediocre de las habilidades contorsionistas de su padre, la gente comienza a preguntar si Édith tiene algún talento y con indicaciones de su padre, esta sostiene un sombrero para poder recibir las monedas y comienza a cantar "la Marsellesa", y llegó a ser muy emotivo y profundo para los oyentes y cautivó a la multitud.
Años más tarde, Édith se convierte en una joven rebelde, el propietario de un club nocturno llamado Louis Leplée se acerca a ella mientras esta cantaba en las calles acompañada con su amiga Mômone, para ofrecerle dinero y darle una dirección. Louis la invita a su club para que esta pueda hacer una audición informal. Édith se dirige al club con su amiga y recibe el nombre artístico "La Môme Piaf", el apellido Piaf referido a una expresión coloquial de un gorrión. 
Pronto, Leplée muere a tiros, ya que la policía sospecha que sus conexiones con Édith se debe a la mafia a través de la proxeneta que ha exigido una gran parte de sus ganancias de canto de la calle. Cuando Édith decide dar un espectáculo en un cabaret, la gente la insulta y le grita que se vaya del escenario. Las cosas se complican aún más cuando Mômone es llevada a la fuerza a un convento para las niñas en las órdenes de su madre. Édith queda sola y desesperada y recurre a Raymond Asso, un amigo, compositor y acompañante. Con un carácter agresivo, malos tratos y mucha exigencia, Édith comienza a practicar las canciones que este le componía. Raymond le regala un vestido negro y le pide que utilice gestos con las manos para cantar, ya que sería más emotivo. Tras más de seis horas de ensayos diarios continuos, Édith se dirige a cantar su primera canción en un escenario donde se encontraba mucha gente de prestigio y alta sociedad. En ese momento es cuando ella aprende a combatir el pánico escénico.
Mientras se dirige a la ciudad de Nueva York, Édith se reúne con Marcel Cerdan, un compañero nacional francés, boxeador que compite por el título de Campeón mundial. Ambos se dirigen a un restaurante y conversan sobre sus vidas. Marcel cuenta que tiene una granja de cerdos en el extranjero y que está casado. Édith le revela a Mômone un secreto, que ella se estaba enamorando de Marcel. Luego se produce un torneo de boxeo y la derrota de Tony Zale y Marcel se convierte en campeón mundial de peso medio, mientras que supuestamente en secreto, se va componiendo la canción "La Vie En Rose", que explica sus sentimientos amorosos.
En una mañana temprano Édith logra convencer a Marcel para que este pudiera volar desde París y unirse con ella en Nueva York, ella se despierta y lo besa. Muy contenta, se apresura para conseguir el café y un reloj que había comprado para regalárselo. Al no poder encontrar el reloj, Édith comienza a desesperarse y sus compañeros que vivían con ella en el apartamento le dan la mala noticia en que el avión donde viajaba Marcel se estrelló mientras transcurría el viaje. Édith histérica busca el fantasma de Marcel que estaba descansando en su cama solo unos momentos antes que ella se enterase de la noticia, y sale gritando el nombre de su amante perdido.
Después de aquel incidente, la película vuelve a retomar sucesos no lineales, y se ve en 1963, cuando ella tiene un aspecto envejecido con el pelo rojo rizado y su aspecto de enfermedad. Ella pasa mucho tiempo sentada en una silla a orillas de un lago, y cuando se pone de pie, tiene una postura encorvada y camina con lentitud al igual que una persona que está en la ancianidad.
Tras esta escena, se ve a Édith en años anteriores, mientras cantaba en un escenario. Mientras, muchas personas comenzaban a aplaudirla, pero esta sufre un colapso y se da cuenta de que últimamente su salud no se encuentra en su mejor momento, aunque de ninguna manera estaba dispuesta a no terminar su concierto. Ella vuelve al escenario y las cosas empeoran, ya que se desmaya.
Después, contrae matrimonio con Jacques Pills, quien la convence para entrar en rehabilitación por su adicción a la morfina, ella viaja a California con él, ya que el público ve los sobrios pero maníaco-por-naturaleza a Édith siendo conducida en un automóvil, riendo, bromeando, jugando con sus compatriotas y disfrutando por lo general de la vida de buena manera, hasta que ella se pone al volante y rápidamente conduce hacia estrellarse en un árbol. La hilaridad es ininterrumpida cuando Édith sale y pretende hacer señas con su dedo para aparentar que busca a alguien que la lleve hasta la ciudad. En ese instante se demuestra sus frenéticos esfuerzos que hace durante toda la vida para ser feliz y por entretener a los demás, a través de toda clase de desastres y bromas.
Años después, Piaf, ahora frágil y encorvada, pelea con su entorno acerca de que si será capaz de actuar en el Olympia. Luego aparecen recuerdos de antes y durante su última actuación, cuando se desploma en el escenario, se entrelazan a través de la película, presagiando el final trágico a una etapa de la vida estelar. Los recuerdos parecen casi perseguir a Piaf. 
Édith finalmente está lista para salir a escena y no le importa su frágil estado de salud. Después surgen una serie de retrasos, cuando esta le pide el collar con una cruz que siempre llevaba. A medida que su personal se precipitan lejos de conseguirlo, se sienta, y en su soledad tranquila, experimenta más recuerdos de su pasado, y después que Édith se pone la cruz recuperada y decide bajar hacia el escenario, la película presenta más escenas retrospectivas, cuando ella está cantando una de sus canciones, "Non, je ne regrette rien".
Luego ella aparece en un día soleado en la playa con sus tejidos de puntos y Édith responde amablemente las preguntas simples y corteses de una entrevistadora: "-¿Cuál es su color favorito? -El azul", "-¿Su comida favorita? -La carne asada", y luego la entrevistadora le hace preguntas más conmovedoras que también responde sin vacilación, mostrando de nuevo los anhelos de su vida: "-Si tuviera que darle un consejo a una mujer, ¿Cuál sería? -Amar -¿Y a una niña? -Amar -¿Y a un niño? -Amar".
Como si estuviera llevando un niño envuelto en pañales, Louis lleva fácilmente a Édith, pequeña y consumida a la edad de 47 años a su habitación y la mete en la cama, mientras que el subtítulo quita la ilusión de que es el último día de su vida. Ella tiene miedo y dice que no puede recordar cosas, pero tiene una serie inconexa de recuerdos de los pequeños momentos que de alguna manera llegan a definir toda su vida, más que los "grandes momentos", entre esos recuerdos estaban cuando su padre le da una muñeca de regalo, y los pensamientos de su propia hija muerta, Marcelle.
La película termina con la actuación de Édith "Non, je ne regrette rien" en el Olympia, ya que eso era lo que más anhelaba cuando estaba frágil y mal de salud.
Así fue cómo se reconoce un retrato impresionista del icono de la música francesa Édith Piaf (1915-1963), cuya vida trágica parece tomada de una novela del siglo XIX.

## Comentarios
El título en España pertenece a la letra de la canción con la que se dio a conocer la cantante, pero la versión original se titula "La môme" (‘la niña’) porque a ella se la conocía como la "môme Piaf" (la niña gorrión).

## Reparto
- Marion Cotillard: Édith Piaf
- Jean-Pierre Martins: Marcel Cerdan
- Gérard Depardieu: Louis Leplée
- Clotilde Courau: Annetta Maillard, su madre
- Jean-Paul Rouve: Louis Gassion, su padre
- Sylvie Testud: Mômone (Simone Berteaut)
- Pascal Greggory: Louis Barrier
- Farida Amrouche: Aicha, su abuela
- Marc Barbé: Raymond Asso
- Caroline Sihol: Marlene Dietrich
- Emmanuelle Seigner: Titine
- Catherine Allégret: Louise Gassion, su otra abuela.
- André Penvern: Jacques Canetti
- Marie-Armelle Deguy: Marguerite Monnot
- Laurent Olmedo: Jacques Pills
- Jean-Paul Muel: Bruno Coquatrix
- Alban Casterman: Charles Aznavour
- Pierre Derenne: P'tit Louis
- Dominique Bettenfeld: Albert
- Cylia Malki: Philipo
- Denis Ménochet: El periodista de Orly
- Dominique Paturel: Roup
- Marc Chapiteau: Goldin
- Junior Rodinaud: Georges Moustaki
- Marek Vašut: El doctor de Belleville
- Mario Hacquard: Charles Dumont
- Manon Chevallier: Johanna
- Pauline Burlet: Édith Piaf a los 8 años
- Jil Aigrot: Édith Piaf (voz cantada)
- Elisabeth Commelin: Danielle Bonel
- Christophe Odent: Dr. Bernay
- Diana Stewart: La americana
- Olivier Cruveiller: Guillaume

## Producción

### Guion
Olivier Dahan escribió el guion junto a Isabelle Sobelman. Ambos comenzaron a interesarse por la figura de Piaf a partir de fotografías de la cantante muy joven, una época en que se apartaba de su imagen como estrella de la canción a finales de los 50. Entonces, a pesar de su espléndida voz, ya era una mujer castigada por las enfermedades y los fracasos personales, y finalmente una adicta a la morfina.

### Rodaje
Planteada como una superproducción a la europea, su rodaje de casi cinco meses hasta bien entrada la primavera del 2006, se realizó en Praga, con secuencias tomadas en París y Los Ángeles. El diseño de producción implicó levantar numerosos decorados de época, ya que la vida de Piaf abarcó la primera mitad del siglo XX con todas sus convulsiones, incluida la Segunda Guerra Mundial.

### Interpretación
Cotillard fue elegida por el director Olivier Dahan para interpretar a Édith Piaf en la película, debido a que el director pudo notar una similitud en los ojos de la cantante y la actriz. El productor Alain Goldman aceptó el acuerdo de contratar a Cotillard y defendió la elección a pesar de que las distribuidoras TFM redujeron el dinero que dieron para financiar la película pensando que Cotillard no era capaz de atraer suficientes ganancias y tampoco era la indicada para este personaje.
Jil Aigrot  fue seleccionada por el director para ser la voz de la cantante en la película. "Yo no quería encarnar a Edith", le dice Aigrot a BBC Mundo, momentos antes de su presentación en el teatro Olympia de Miami, uno de los puntos de la gira que conmemora la partida de Piaf. Sin embargo, desde que esta mujer menuda se presentaba en los cabarets de su natal ciudad de Cannes, en el sur de Francia, lo hacía con la certeza de que tendría que interpretar parte del famoso repertorio de Piaf. "Siempre me habían dicho que mi voz se parecía mucho y por eso sabía que el día que comenzara a hacerlo, jamás iba a poder hacer otra cosa".
Cuatro canciones fueron interpretadas en su totalidad por Aigrot: "Mon Homme", "Les Mômes de la Cloche", "Mon Légionnaire" y "Les Hiboux", así como el tercer verso y coro de "L'Accordéoniste" y el primer coro de "Padam, padam...". Solo se cantaron partes de estas dos últimas canciones porque fueron cantadas mientras Piaf / Cotillard estaba fatigada y se desmaya en el escenario. Aparte de eso, "La Marseillaise" es interpretada por la cantante infantil Cassandre Berger (interpretada por Pauline Burlet, que interpreta a la joven Édith en la película), y "Mon Homme" de Mistinguett y "Il m'a vue Nueve "(Él me vio desnuda), cantado en parte por Emmanuelle Seigner. También se utilizan grabaciones de Édith Piaf.

## Premios

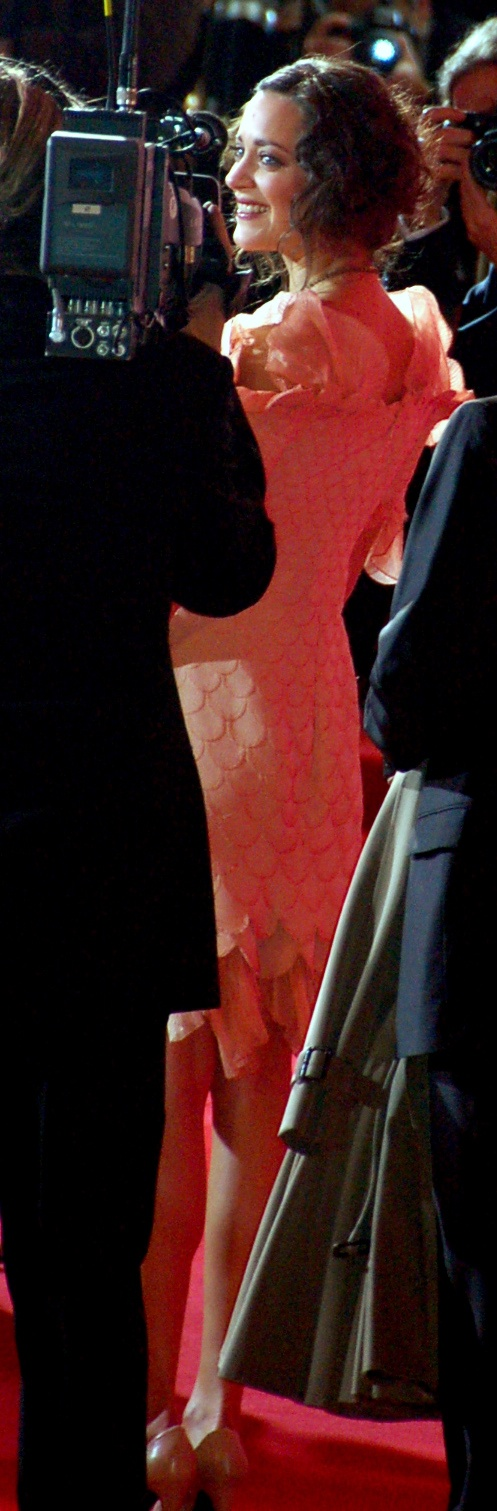
Cotillard en la entrega de los Premios César 2008 cuando ganó como Mejor Actriz.

### Óscar
| Año  | Categoría                 | Persona                       | Resultado |
| ---- | ------------------------- | ----------------------------- | --------- |
| 2007 | Mejor actriz              | Marion Cotillard              | Ganadora  |
| 2007 | Mejor diseño de vestuario | Marit Allen                   | Nominado  |
| 2007 | Mejor maquillaje          | Didier Lavergne Jan Archibald | Ganadores |

### Globos de Oro
| Año  | Categoría                        | Persona          | Resultado |
| ---- | -------------------------------- | ---------------- | --------- |
| 2008 | Mejor actriz - Comedia o musical | Marion Cotillard | Ganadora  |

### Premios BAFTA
| Año  | Categoría                          | Persona                                                    | Resultado |
| ---- | ---------------------------------- | ---------------------------------------------------------- | --------- |
| 2007 | Mejor actriz                       | Marion Cotillard                                           | Ganadora  |
| 2007 | Mejor música original              | Christopher Gunning                                        | Ganador   |
| 2007 | Mejor diseño de vestuario          | Marit Allen                                                | Ganadora  |
| 2007 | Mejor maquillaje y peluquería      | Jan Archibald Didier Lavergne                              | Ganadores |
| 2007 | Mejor película de habla no inglesa | Olivier Dahan                                              | Nominado  |
| 2007 | Mejor diseño de producción         | Olivier Dahan                                              | Nominado  |
| 2007 | Mejor sonido                       | Laurent Zeilig Pascal Villard Jean-Paul Hurier Marc Doisne | Nominados |

### Premios César
| Año  | Categoría               | Persona                                                        | Resultado |
| ---- | ----------------------- | -------------------------------------------------------------- | --------- |
| 2008 | Mejor actriz            | Marion Cotillard                                               | Ganadora  |
| 2008 | Mejor decorado          | Olivier Raoux                                                  | Ganador   |
| 2008 | Mejor fotografía        | Tetsuo Nagata                                                  | Ganador   |
| 2008 | Mejor sonido            | Laurent Zeilig, Pascal Villard, Jean-Paul Hurier y Marc Doisne | Ganadores |
| 2008 | Mejor vestuario         | Marit Allen                                                    | Ganadora  |
| 2008 | Mejor película          | Olivier Dahan                                                  | Nominado  |
| 2008 | Mejor dirección         | Olivier Dahan                                                  | Nominado  |
| 2008 | Mejor guion             | Olivier Dahan                                                  | Nominado  |
| 2008 | Mejor actor secundario  | Pascal Greggory                                                | Nominado  |
| 2008 | Mejor actriz secundaria | Sylvie Testud                                                  | Nominada  |
| 2008 | Mejor montaje           | Yves Beloniak y Richard Marizy                                 | Nominados |

### Premios Lumières
| Año  | Categoría          | Persona          | Resultado |
| ---- | ------------------ | ---------------- | --------- |
| 2007 | Mejor actriz       | Marion Cotillard | Ganadora  |
| 2007 | Premio del público | -                | Ganadora  |
| 2007 | Mejor película     | Olivier Dahan    | Nominado  |
| 2007 | Mejor dirección    | Olivier Dahan    | Nominado  |

### Premios del Sindicato de Actores
| Año  | Categoría    | Persona          | Resultado |
| ---- | ------------ | ---------------- | --------- |
| 2007 | Mejor actriz | Marion Cotillard | Nominada  |

### African-American Film Critics Association
| Año  | Categoría    | Persona          | Resultado |
| ---- | ------------ | ---------------- | --------- |
| 2007 | Mejor Actriz | Marion Cotillard | Ganadora  |

### Alliance of Women Film Journalists
| Año  | Categoría    | Persona          | Resultado |
| ---- | ------------ | ---------------- | --------- |
| 2007 | Mejor Actriz | Marion Cotillard | Nominada  |

### Boston Society of Film Critics Awards
| Año  | Categoría    | Persona          | Resultado |
| ---- | ------------ | ---------------- | --------- |
| 2007 | Mejor Actriz | Marion Cotillard | Ganadora  |

### Cabourg Romantic Film Festival
| Año  | Categoría    | Persona          | Resultado |
| ---- | ------------ | ---------------- | --------- |
| 2007 | Mejor Actriz | Marion Cotillard | Ganadora  |

### Hollywood Film Awards
| Año  | Categoría            | Persona          | Resultado |
| ---- | -------------------- | ---------------- | --------- |
| 2007 | Mejor Actriz del año | Marion Cotillard | Ganadora  |

### International Online Cinema Awards
| Año  | Categoría            | Persona          | Resultado |
| ---- | -------------------- | ---------------- | --------- |
| 2008 | Mejor Actriz del año | Marion Cotillard | Ganadora  |

### International Online Film Critics' Poll
| Año  | Categoría            | Persona          | Resultado |
| ---- | -------------------- | ---------------- | --------- |
| 2009 | Mejor Actriz del año | Marion Cotillard | Ganadora  |

### Gold Derby Awards
| Año  | Categoría                 | Nominado/a                    | Resultado |
| ---- | ------------------------- | ----------------------------- | --------- |
| 2008 | Mejor actriz              | Marion Cotillard              | Ganadora  |
| 2008 | Mejor diseño de vestuario | Marit Allen                   | Nominado  |
| 2008 | Mejor maquillaje          | Didier Lavergne Jan Archibald | Ganadores |
| 2008 | Mejor película extranjera | La vida en rosa               | Nominada  |
| 2010 | Mejor actriz de la década | Marion Cotillard              | Nominada  |

### Étoiles d'Or, France
| Año  | Categoría                | Persona          | Resultado |
| ---- | ------------------------ | ---------------- | --------- |
| 2008 | Premio a la mejor actriz | Marion Cotillard | Ganadora  |

### Vancouver Film Critics Circle
| Año  | Categoría        | Persona          | Resultado |
| ---- | ---------------- | ---------------- | --------- |
| 2008 | Actriz principal | Marion Cotillard | Ganadora  |

### Santa Barbara International Film Festival
| Año  | Categoría                | Persona          | Resultado |
| ---- | ------------------------ | ---------------- | --------- |
| 2008 | Premio de reconocimiento | Marion Cotillard | Ganadora  |

### Philadelphia Film Festival
| Año  | Categoría      | Persona       | Resultado |
| ---- | -------------- | ------------- | --------- |
| 2008 | Mejor película | Olivier Dahan | Ganador   |